# Ångermanlands och Västerbottens lagsaga
Ångermanlands och Västerbottens lagsaga var en lagsaga som omfattade landskapen i Ångermanland och Västerbotten. 

## Historik
Ångermanlands och Västerbottens lagsaga bildades 1720 genom en utbrytning ut Västernorrlands och Västerbottens lagsaga, då även Västernorrlands lagsaga bröt sig ur och bildades. Västernorrlands lagsaga kom att bestå av landskapen Gästrikland, Hälsingland, Medelpad, Jämtland och Härjedalen medan Ångermanlands och Västerbottens lagsaga bestod av de övriga landskapen. Under en kort period 1762–1780 fanns det sedan en egen lagsaga för lappmarken, Lappmarkens lagsaga. Lagsagan avskaffades sedan, samtidigt med alla andra lagsagor, 31 december 1849.

## Lagmän
- Carl Broman 1720–1721
- Sven Dimborg 1722–1730
- Gustaf Samuel Gyllenborg 1730–1733
- Lars Cronhielm 1733–1739
- Olof Malmer 1740–1758
- Melcher Falkenberg 1758–1765
- Jakob Ludvig von Schantz 1766–1767
- Claes Jakob Gyllenadler 1767–1784
- Mathias Körning 1784–1787
- Olof Ramén 1788–1793
- Johan Gustav Norlin 1793–1795
- Lars Fredrik Lind 1795–1805
- Erik Samuel Sparre 1805–1813
- Samuel Abraham Leijonhufvud 1813–1814
- Per Henrik Strömbom 1814–1823
- Lars Peter Jürgen Kallenberg 1824–1849